# Ibu
Ibu je aktivní stratovulkán, nacházející se na severozápadním pobřeží indonéského ostrova Halmahera. Jeho vrchol tvoří dva krátery. Vnitřní má v průměru 1 km a hloubku 400 m, přičemž v něm leží několik menších jezer. Vnější má na šířku 1,2 km. Na severovýchodním okraji vrcholu se rozkládá taktéž větší parazitický kráter. Na severním a západním svahu lze nalézt i několik maarů.
V historii vulkánu jsou zaznamenané čtyři menší erupce, první na konci léta roku 1911, zatímco předposlední v roce 2009. Poslední erupce, jež započaly v roce 2012, probíhají až dosud (2024).